# Lav en blomst
|  | Denne artikel er oprettet af botten Steenthbot ud fra en ekstern database. Den kan derfor have sproglige fejl eller mangler. Denne skabelon kan fjernes efter kontrol af indholdet. |

Lav en blomst er en dansk virksomhedsfilm fra 1967 instrueret af Henning Ørnbak efter eget manuskript.

## Handling
Rationel planteskoledrift, herunder omhyggelig kontrol med plantesygdomme, er en af forudsætningerne for Danmarks internationale placering på dette felt. Filmen viser eksempler på formering, tiltrækning, opbevaring og forsendelse og giver et godt indtryk af det daglige arbejde i danske planteskoler med høj grad af af mekanisering.